# Кубок Одеської області з футболу
 Кубок Одеської області з футболу — обласні футбольні змагання серед аматорських команд. Змагання з 1989 року носять назву "Кубок Одеської області з футболу пам'яті Миколи Трусевича", після поєднання Кубку Одеської області (який проводиться з 1939 року) та Меморіалу Миколи Трусевича (який проводився з 1966 року). Проводиться під егідою  Федерації футболу Одеської області. (Громадської спілки "Одеська обласна футбольна асоціація")

## Усі переможці
| Сезон         | Володар                                | Фіналіст                               | Рахунок            |
| ------------- | -------------------------------------- | -------------------------------------- | ------------------ |
| 1939          | «Снайпер» Одеса                        | «Локомотив» Вознесенськ                | 4:0                |
| 1951          | «Металург» (Одеса)                     |                                        |                    |
| 1952          | ОБО–СКА (Одеса)                        |                                        |                    |
| 1953          |                                        |                                        |                    |
| 1954          | «Металург»(«Чорноморець») (Одеса)      |                                        |                    |
| 1955          |                                        |                                        |                    |
| 1956          |                                        |                                        |                    |
| 1957          | СКВО–СКА (Одеса)                       |                                        |                    |
| 1958          | «Шахтар» (Одеса)                       |                                        |                    |
| 1959          | СКВО–СКА (Одеса)                       | «Водник» (Рені)                        | 6:2                |
| 1960          | «Локомотив»(Одеса)                     | «Дзержинець» (Одеса)                   | 4:0                |
| 1961          | «Локомотив»(Одеса)                     | «Водник» (Кілія)                       | 4:2                |
| 1962          | «Дунай» (Ізмаїл)                       | СКА (Одеса)                            | Група              |
| 1963          | «Автомобіліст» (Одеса)                 |                                        |                    |
| 1964          | «Локомотив» (Подільськ)                | «Торпедо» (Одеса)                      |                    |
| 1965          | «Локомотив» (Одеса)                    | «Повстання» (Татарбунари)              | 2:1 (дод. ч.)      |
| 1966          | «Повстання» (Татарбунари)              | «Темп» (Подільськ)                     | 2:1 (дод. ч.)      |
| 1967          | «Повстання» (Татарбунари)              | «Сільгосптехніка» (Саврань)            | 1:0                |
| 1968          | «Спартак» (Одеса)                      | «Сільгосптехніка» (Саврань)            | 2:0                |
| 1969          | «Повстання» (Татарбунари)              | «Колос» (Розквіт)                      | 5:1                |
| 1970          | «Портовик» ( Чорноморськ)              | «Сільгосптехніка» (Саврань)            | 5:2                |
| 1971          | «Повстання» (Татарбунари)              | «Локомотив»(Одеса)                     | 3:0                |
| 1972          | «Спецмотобаза» (Одеса)                 | «Дністер» (Овідіополь)                 | 7:0                |
| 1973          | «Портовик» (Чорноморськ)               |                                        |                    |
| 1974          | «Гвардієць» (Одеса)                    |                                        |                    |
| 1975          | СКА (Одеса)                            | «Портовик» (Чорноморськ)               | 1:1 (дод. ч.), 1:0 |
| 1976          | «Повстання» (Татарбунари)              | «Торпедо» (Одеса)                      | 4:3 (дод. ч.)      |
| 1977          | «Портовик» (Чорноморськ)               | ЗЖР (Одеса)                            | 1:0                |
| 1978          | «Торпедо» (Одеса)                      | ЗЖР (Одеса)                            | 8:0                |
| 1979          | «Портовик» (Чорноморськ)               | «Колос» (Березівка)                    | 2:0                |
| 1980          | «Повстання» (Татарбунари)              | «Дружба» (Зоря)                        | 2:0                |
| 1981          | «Дністер» (Овідіополь)                 | «Таксі» (АТП-15101) (Одеса)            | 1:0                |
| 1982          | «Дністер» (Овідіополь)                 | «Локомотив» (Подільськ)                | 4:0                |
| 1983          | «Таксі» (АТП-15102) (Одеса)            | «Таксі» (АТП-15101) (Одеса)            | 2:1 (дод. ч.)      |
| 1984          | «Чорноморець» (Одеса)                  | «Буджак» (Арциз)                       | 5:0                |
| 1985          | «Будівельник» (Білгород-Дністровський) | «Динамо» (Одеса)                       | 2:1 (дод. ч.)      |
| 1986          | «Динамо» (Одеса)                       | «Дністер» (Овідіополь)                 | 2:1                |
| 1987          | ЗЖР (Одеса)                            | «Динамо» (Одеса)                       | 0:0 (пен. 5:3)     |
| 1988          | «Динамо» (Одеса)                       | «Первомаєць» (Першотравневе)           | 5:1                |
| 1989          | «Динамо» (Біляївка)                    | «Портовик» (Чорноморськ)               | 2:0                |
| 1990          | «Динамо» (Одеса)                       | «Дружба» (Зоря)                        | 9:0                |
| 1991          | «Динамо» (Одеса)                       | «Благо» (Благоєво)                     | 2:1                |
| 1992 (весна)  | «Благо» (Благоєво)                     | «Дністровець» (Білгород-Дністровський) | 2:1                |
| 1992/93       | «Благо» (Благоєво)                     | «Будгідравліка» (Одеса)                | 5:3, 3:4           |
| 1993/94       | «Первомаєць» (Першотравневе)           | «Колос» (Єреміївка)                    | 12:0, 2:0          |
| 1994/95       | «Рибак» (Одеса)                        | «Первомаєць» (Першотравневе)           | 2:0, 0:0           |
| 1995/96       | «Моноліт» (Чорноморськ)                | «Одесагаз»/«Факел» (Одеса)             | 3:0, 0:1           |
| 1996/97       | «Лотто-GCM» (Одеса)                    | СК «Південне» (Південне)               | 2:1, 2:2           |
| 1997/98       | «Маяк» (Маяки)                         | «Дністер» (Овідіополь)                 | 2:1 (дод. ч.)      |
| 1998/99       | «Дністер» (Овідіополь)                 | «Сигнал» (Одеса)                       | 1:0                |
| 1999/00       | «Дністер» (Овідіополь)                 | «Шустов» (Великодолинське)             | 1:0                |
| 2001          | СКА (Одеса)                            | «Іван» (Одеса)                         | 2:1                |
| 2002          | «Сигнал» (Одеса)                       | «Тирас-2500» (Білгород-Дністровський)  | 4:3                |
| 2003          | «Біляївка» (Біляївка)                  | «Іван» (Одеса)                         | 2:1                |
| 2004          | «Іван» (Одеса)                         | «Біляївка» (Біляївка)                  | 2:1                |
| 2005          | «Біляївка» (Біляївка)                  | «Тирас-2500» (Білгород-Дністровський)  | 0:0 (пен. 5:3)     |
| 2006          | «Бриз» (Ізмаїл)                        | «Енергетик» (Теплодар)                 | 3:1                |
| 2007          | «Таврія В» (Єреміївка)                 | «Бриз» (Ізмаїл)                        | 3:0                |
| 2008          | «Спартак» (Роздільна)                  | «Тарутине» (Тарутине)                  | 1:1 (пен. 6:5)     |
| 2009          | «Біляївка» (Біляївка)                  | «Таврія В-Зоря» (Єреміївка)            | 2:1                |
| 2010          | «Єреміївський» (Єреміївка)             | «Нива» (Таїрове)                       | 1:1 (пен. 4:2)     |
| 2011          | «Єреміївський» (Єреміївка)             | «Тарутине» (Тарутине)                  | 1:0                |
| 2012 (Найда)  | «Тарутине» (Тарутине)                  | СКА (Одеса)                            | 4:1                |
| 2012 (Чилібі) | «Березівка» (Березівка)                | «Спартак» (Роздільна)                  | 1:0                |
| 2013          | «Таїрове» (Таїрове)                    | «Балкани» (Зоря)                       | 2:1 (дод. ч.)      |
| 2014          | «Балкани» (Зоря)                       | «Хаджибей» (Усатове)                   | 3:0                |
| 2015          | «Балкани» (Зоря)                       | «Єреміївка» (Єреміївка)                | 3:0                |
| 2016          | «Дністер» (Овідіополь)                 | «Олімп» (Кирнички)                     | 1:1 (пен. 4:3)     |
| 2017          | «Олімп–Люксеон» (Кирнички)             | «Локомотив» (Подільськ)                | 7:1                |
| 2018          |                                        |                                        |                    |
| 2019          | ФСК “Хаджибей” (с. Усатове)            | ФК “Кулевча” (с. Кулевча)              | 4:2                |
| 2020          | ФСК “Хаджибей” (с. Усатове)            | ФК "Тарутино-Сегедка"                  | 1:1 (пен. 5:4)     |
| 2021          | ФК “Березино” (смт. Березине)          | ФСК “Хаджибей” (с. Усатове)            | 4:2                |
| 2022          | "Титан Одеса" (Одеса)                  | "Південна Пальміра НГУ" (Одеса)        | 3:1                |
| 2023          | "Титан Одеса" (Одеса)                  | "Південна Пальміра НГУ" (Одеса)        | 3:1                |